# Harts Place
Harts Place – obszar niemunicypalny w Kern County, w Kalifornii (Stany Zjednoczone), na wysokości 940 m.